# راخين (عرقية)
الراخين  ((بالبورمية: ရခိုင်လူမျိုး)‏‏ تلفظ بالراخيني ‎ɹəkʰàiɴ lùmjó‏). وهم قومية في ميانمار يشكلون الأغلبية في المنطقة المحاذية للخط الساحلي لولاية راخين (ولاية أراكان سابقا محاولة منهم لمحو التاريخ الاسلامي). ويشكلون 5.53٪ أو أكثر من مجموع سكان ميانمار حيث لا توجد أرقام دقيقة للتعداد. ويعيش الراخينيون أيضا في الجزء الجنوبي الشرقي لبنغلاديش ويتركزون في منطقتي شيتاغونغ وباريسال، ومجموعة من الموغ كانوا يعيشون في أراضي هضبة شيتاغونغ في بنغلاديش منذ القرن السادس عشر، ويعرفون بقومية المارما. وانتقل أحفادهم إلى تلك النواحي عند سيطرة مملكة اراكان الاسلامية لمنطقة شيتاغونغ.[بحاجة لمصدر].
وقد انتشر الموغ شمالا حتى ولاية ترايبورا الهندية حيث وجودهم يعود إلى زمن مملكة أراكان الإسلامية عندما كانت تحكم ملك مسلم . ويسمى الموغ الذين هم في شمال شرق الهند بالموغ، بينما يسمى المارما (العرقية الموغ في بنغلاديش) وغيرهم من الموغ بالبنغالي اسم الماغ[بحاجة لمصدر].

## أصل الكلمة
وفقا لسجلات راخين، فقد نشأت كلمة راخين من لغة بالي راخبورا وتعني أرض شعب راكشاه (راكشاه> راخا> راخين) وأيضا كلمة راخين تعني «الشخص الذي يحافظ على سلالته».

## الثقافة
معظم الراخين هم بوذيون ثيرافادا وهي إحدى أكبر أربع مجموعات عرقية بوذية رئيسية في ميانمار (الآخرون هم بامار وشان والمون). ويدعون انهم أول المجموعات التي اتبعت بوذا في جنوب شرق آسيا. وتشبه ثقافة الراخين الثقافة البورمية السائدة مع بعض التأثير الهندي عليها، وسبب ذلك هو على الأرجح عزلتها الجغرافية عن الأراضي البورمية مما يجعلها أقرب جوارا لجنوب آسيا. لايزال التأثير الهندي موجودا في كثير من جوانب ثقافة الراخين من ضمنها الأدب والموسيقى والطبخ.

## اللغة
يتكلم الراخين اللهجة الأراكانية وهي متشعبة من البورمية. ومع أنها تشترك مع اللغة البورمية القياسية إلا أن الأراكانيون يحتفظون بنطق /ر/ والتي تنطق /ج/ في بورما، ولكن يبقى الأساس هو أن الأحرف الأراكانية الحديثة تتشابه مع الأحرف البورمية بغض النظر عن اختلافات في بعض المفردات. (وجدت كتابة راخونية ذات أصل براهمي في نقوش حجرية من عصر الفيسالي لم تعد تستخدم الآن.)

## تاريخ
يزعم الراخينيون ان لهم تاريخا بدأ سنة 3325 قبل الميلاد. وقد عثر على أدلة أثرية تبدأ من القرن الميلادي الأول بعد أعمال الحفريات في مدينة دنياودي. ووفقا للسجلات فإن أول مملكة راخينية (أراكانية) أنشئت كان في 3325 ق.م على يد الملك مرايو. ويعني اسم مملكة دنياودي «الأرض المباركة مع الحبوب الوافرة». دخلت البوذية أرض راخين خلال حياة بوذا. وفقا لأحداث راخين فإن بوذا قد زار مدينة دنياودي (بلد الحبوب المباركة) سنة 554 ق.م حيث طلب منه ملك راخين ساندر سوريا ترك صورة لنفسه. وبعد صب صورة ماهاموني العظيم (الحكيم) نفث بوذا عليها لكي تعطي صورة دقيقة لوجهه.

### دنياودي
تقع دنياودي القديمة إلى الغرب من قمة جبل بين نهري كالادان و لي-مرو. وبنيت أسوار المدينة من الطوب حيث شكلت دائرة غير منتظمة محيطها حوالي 9.6 كم حيث تحوي أراض مساحتها 4.42 كم مربع. ما وراء الجدران هو بقايا خندق واسع مطمور الآن وتغطيه حقول الأرز، لا تزال بعض أماكنه مرئية. ويمكن رؤية بقايا تحصينات الطوب على طول التلال الجبلية التي اعطت الحماية من جهة الغرب. وفي داخل المدينة يوجد سور وخندق شبيهين لما في الخارج حول موقع القصر الذي مساحته 0.26 كم مربع، ويوجد سور يحيط بالقصر نفسه. ويمكن أن نستشف من الصور الجوية وجود قنوات الري وصهاريج التخزين في دنياودي حيث تمركزت في موقع القصر.
| الفترة الشاملة                | الفترة            | بداية    | نهاية                                  | الحاكم                                                                    | ملاحظات |
| ----------------------------- | ----------------- | -------- | -------------------------------------- | ------------------------------------------------------------------------- | --- |
| دنيافاد                       | دنياودي الأولى    | 3525 ق.م | 1489 ق.م                               | الملك مرايو                                                               | |
| دنيافاد                       | دنياودي الثانية   | 2483 ق.م | 580 ق.م                                | الملك كانرزجري                                                            | |
| دنيافاد                       | دنياودي الثالثة   | 580 ق.م  | 326 م                                  | الملك تشاندرا سوريا                                                       | قام جواتاما بوذا بزيارة دنياودي، وتم صب تمثال ضخم له. وقد بدأ دعوته براخين. |
| فيسالي – ليمرو                | فسالي كيوك هلايجا | 327 م    | 794 م                                  | الملك دفان تشاندرا                                                        | |
| فيسالي – ليمرو                | سامباواك          | 794 م    | 818 م                                  | الأمير نجا تونغ مونغ (ساو شوي لو)                                         | |
| فيسالي – ليمرو                | ليمرو             | 818 م    | 1430 م                                 | الملك نجا تون مون                                                         | كانت تلك الفترة على درجة عالية من الرخاء في منطقة الخليج، وانتعشت التجارة الدولية مع الغرب. وازدهرت مدن كلا من بينسا وبوراين وتاينغ نجا ونارينسارا ولونكرات. وتداولت النقود الفضية والذهبية في التجارة مع راخين في تلك الفترة. |
| فترة مرايك-يو الأولى الذهبية  | 1430 م            | 1530 م   | الملك مون ساو موان                     |                                                                           | |
| فترة مرايك-يو الثانية الذهبية | 1530 م            | 1638 م   | قويت في عهد الملك مون بون (مون با جري) | بلغت راخين الذروة في وحدتها الوطنية وأضحت الأقوى في الخليج في تلك الفترة. | |
| فترة مرايك-يو الثالثة الذهبية | 1668 م            | 1784 م   | الملك ماهاتمادا رازا                   |                                                                           | |